# محمد بن وهيب
أبو جعفر محمد بن وُهَيب (أو وهب) الحميري (؟ - ~240هـ/854م) شاعر عربي من العصر العباسي الأوَّل.

## سيرته
ولد محمد بن وهيب في مدينة البصرة، وكانت نشأته فيها، ويُنسَب إلى حمير، ثُمَّ انتقل إلى بغداد عاصمة الخلافة العباسيَّة، حيث مكث حتى وفاته. قبل خلافة المأمون لم يكن محمد بن وهيب ذا شأنٍ في بغداد، وتُروى عنه خصومات مع العامَّة وصغار الكُتَّاب. وعندما آلت الخلافة إلى المأمون، وفد عليه محمد بن وهيب ومدحه، ثُمَّ مدح المعتصم من بعده، ومدح كذلك عدد من ولاة الخلفاء، ومنهم الحسن بن سهل، الذي كان آخر من يمدحه. كان محمد بن وهيب شيعي المذهب، وتُوفِّي في بغداد، ولا يُعرَف على وجه الدقة تاريخ وفاته، ويُرجِّح مؤرِّخو الأدب العربي أنَّه تُوفِّي قرابة 225هـ أو 240هـ.

## شعره
محمد بن وهيب شاعر مُكثِر، وتناول في شعره الحكمة والمدح والرثاء والغزل والنسيب والهجاء. في العصر الحديث اعتنى بشعره يونس السامرائي، ونُشِر ديوانه في 1989 في مجلة "كلية الآداب"، الصادرة عن جامعة بغداد، ثُمَّ ضمَّن ديوانه في كتاب منفصل مع شعراء آخرين من العصر العباسي تحت مُسمَّى "شعراء عباسيون منسيون"، صُدِرَ في 1987 عن دار الكتب في بيروت. وفي 1985 نُشِر ديوانه في مجلة "الخليج العربي"، بتحقيق محمد جبار المعيبد.